# Matrix (club)
Pour les articles homonymes, voir Matrix.

Matrix est un boîte de nuit à Berlin qui a ouvert ses portes en 1996. La discothèque est située dans le quartier Friedrichshain. Elle occupe l’espace de dix voûtes sous la gare de métro à Warschauer Straße. 
Le club possède neuf bars, puis cinq pistes de danse. Il remplit 2 100 mètres carrés en tout, soit un des plus grands clubs de Berlin.
Entre 1996 et 2002 de nombreux DJ internationaux s'étaient produits dans le Matrix, par exemple Marusha, Chris Isaac, Westbam, Underground Resistance, Josh Wink, Lords of the underground, Lady B, Sven Väth, Paul van Dyk. 
Depuis 2003 la programmation s´est élargie. Ces dernières années la discothèque a été servie entre autres par les artistes Sabrina Setlur, Ne-Yo, Georges Morel, Vibe Kingz, DJ Size.
Pendant trois ans Matrix a participé au Love Parade avec son propre poids lourd équipé de puissants systèmes sonores. Le club sert aussi à réaliser des représentations de vidéo-clips. En plus il est utilisé pour des productions de films.